# كأس النرويج 1966
كأس النرويج 1966 (بالنرويجية: Norgesmesterskapet i fotball for menn 1966)‏ هو الموسم 61 من كأس النرويج. أشرف على تنظيمه اتحاد النرويج لكرة القدم، وفاز فيه نادي فريدريكستاد.